# Saint-Georges-de-Baroille
Saint-Georges-de-Baroille é uma comuna francesa na região administrativa da Auvérnia-Ródano-Alpes, no departamento do Loire. Estende-se por uma área de 15.24 km². Em 2010 a comuna tinha 429 habitantes (densidade: 28,1 hab./km²).